# بهريف
قرية بهريف هي إحدى القرى التابعة لمركز أسوان في محافظة أسوان في جمهورية مصر العربية.